# Zelotibia major
Zelotibia major is een spinnensoort uit de familie bodemjachtspinnen (Gnaphosidae). De soort komt voor in Burundi.